# Christian Mora
Christian Mora (* 31. Dezember 1997 in Treviglio) ist ein italienischer Fußballspieler. Der Abwehrspieler steht aktuell bei Aurora Pro Patria unter Vertrag.

## Karriere
Mora stammt aus der Jugend von Atalanta Bergamo, in der er bis 2016 aktiv war. Nach Übernahme in den Herrenbereich wurde er an die AC Renate verliehen, für die er in der Spielzeit 2016/17 in 20 Partien zum Einsatz kam. 2017 wurde Mora an den Drittligisten Piacenza Calcio 1919 abgegeben, für den er in der Saison 2017/18 22 Spiele absolvierte und ein Tor erzielte. Im Sommer 2018 wurde er an Aurora Pro Patria verliehen.

## Verweise